# Liste der Naturdenkmale in Flörsheim am Main
Die Liste der Naturdenkmale in Flörsheim am Main nennt die im Gebiet der Stadt Flörsheim am Main im Main-Taunus-Kreis in Hessen gelegenen Naturdenkmale.
| Bild            | Bezeichnung                                    | Ortsteil, Lage                                      | Beschreibung | Art        | Nr. |
| --------------- | ---------------------------------------------- | --------------------------------------------------- | --- | ---------- | --- |
| BW              | Linde am Landwehr in Flörsheim                 | Flörsheim 50° 1′ 49,7″ N, 8° 26′ 4,2″ O             | Die frei stehende und weithin sichtbare Linde stellt einen markanten Punkt an der B 519 dar. | Einzelbaum | 54  |
| Fotos hochladen | Maulbeerbaum an der alten Stadtmauer in Wicker | Wicker, Am Alten Berg 50° 1′ 39,4″ N, 8° 24′ 6,1″ O | Über 150 Jahre alter Baum, der durch seinen Drehwuchs und seinen großen Stammumfang einen imposanten Eindruck macht. Eines der letzten, früher in den Weinbergslagen häufig angepflanzten Exemplare im Main-Taunus-Kreis. | Einzelbaum | 56  |

## Belege
1. ↑  
Naturdenkmale im Main-Taunus-Kreis (Stand September 2014). (pdf; 18,8 MB) in Umweltbericht Main-Taunus-Kreis 2014. Main-Taunus-Kreis; Der Kreisausschuss; Amt für Bauen und Umwelt, September 2014, S. 30–32, archiviert vom Original (nicht mehr online verfügbar) am 21. April 2016; abgerufen am 17. April 2016.
2. ↑  
Naturdenkmale in Hessen. (pdf; 405 kB) Anlage zu Kleine Anfrage der Abg. Ursula Hammann (BÜNDNIS 90/DIE GRÜNEN) vom 15.04.2011 betreffend Biotopverbund Teil 2 und Antwort der Ministerin für Umwelt, Energie, Landwirtschaft und Verbraucherschutz. Hessischer Landtag, 22. Juni 2011, S. 39–43, abgerufen am 4. Februar 2016.
3. ↑  Anlage zur Verordnung des Kreisausschusses des Main-Taunus-Kreises, Untere Naturschutzbehörde, abgerufen am 6. Februar 2022.

- Karte mit allen Koordinaten:
- OSM |
- WikiMap